# Gymnosporia rubra
Gymnosporia rubra là một loài thực vật có hoa trong họ Dây gối. Loài này được (Harv.) Loes. mô tả khoa học đầu tiên năm 1896.